# 빅 네임 팬
빅 네임 팬(Big Name Fan, BNF)은 SF 팬덤, 만화책, 미디어 팬덤 팬들 사이에서  팬진, 준전문 잡지 및 (최근에는) 블로그에 기고한 글이나 예술 및 (일부 커뮤니티에서는) 팬픽션과 같은 다른 기여로 특히 잘 알려져 있고 유명한 팬덤 구성원이다. 일부 BNF는 프랜차이즈 자체에 기여하기도 했다(닥터 후는 2005년 부활하기 전부터 해당 시리즈의 BNF였던 사람들이 주로 쓰고 제작한 것으로 유명하다). 그들 역시 그들을 칭찬하고 그들의 작품을 찾는 자신만의 팬을 가질 수 있다.
BNF는 컨벤션에서 오토그래프를 요청받을 수 있으며, 컨벤션에서 명예 손님으로 자주 초대받고, 일부 팬덤에서는 출연료를 받는 상업 쇼의 손님으로 연설하도록 돈을 받기도 한다. 이 용어는 SF 팬덤에서 유래했으며 1955년 또는 그 이전에 시작되었다. 1955년 밥 터커의 '더 네오-팬 가이드'에 기록되었고, 다른 초기 참고 자료로는 1959년의 '팬시클로페디아 2세'와 도널드 프랜슨의 1962년 작품 'SF 팬덤 용어집'이 있다. 원래 의미에서 'BNF'는 "SF 팬덤 세계에서 잘 알려진 사람"을 의미했다.

## 중단된 휴고상
1953년에 휴고상이 제정되었을 때, "#1 팬 인물"이라는 한 가지 부문이 있었는데, 이는 "BNF 상"으로도 불렸다. 1955년 휴고상이 제도화될 때 부활하지 않은 이 상은 포레스트 J. 애커먼에게 수여되었다. (투표가 진행 중이던 필콘 2 컨벤션 위원회에서 발행한 중간 보고서에 따르면, 당시 다음으로 인기 있는 후보는 할런 엘리슨이었지만, 애커먼이 상을 받았을 때 그는 실제로 켄 슬레이터를 위해 수상을 거부했고, 트로피는 나중에 그에게 전달되었다.)

## 함축과 용법
팬들은 BNF에 대해 양가적인 감정을 보고한다. BNF라는 칭호는 또한 오만하고 자만심이 강하다는 부정적인 의미를 담고 있다. 따라서 BNF로 간주되는 많은 사람들은 그 명칭으로 불리는 것을 거부한다.